# Myxilla lissostyla
Myxilla lissostyla är en svampdjursart som beskrevs av Burton 1938. Myxilla lissostyla ingår i släktet Myxilla och familjen Myxillidae. Inga underarter finns listade i Catalogue of Life.